# Ubaldo Narducci
Ubaldo Narducci (Genova, 31 luglio 1914 – Genova, 8 dicembre 1972) è stato un calciatore italiano, di ruolo portiere.

## Carriera
Dopo aver debuttato con la Nazionale Liguria giocò con la Sampierdarenese e passò nel gennaio 1934 all'Alessandria, in Serie A; lasciò la squadra piemontese a fine stagione per il Foggia; disputò poi 3 gare in massima serie con la maglia del Bari.

## Palmarès

### Allenatore

#### Competizioni nazionali
- Serie D: 1

Derthona: 1968-1969